# Gisela Beutler
Gisela Beutler (Hamburg, República de Weimar, 20 de desembre de 1919 - 3 de desembre de 1996) fou una filòloga especialitzada en filologia romànica. Gisela Beutler pertany a la família d'Ernst Beutler (1885-1960), historiador de la literatura alemanya i estudiós de Goethe. Gisela Beutler va fer estudis de filologia anglesa i romànica a Frankfurt, Londres, Oxford, Zuric i Bonn, i es va doctorar el 1953 amb la tesi Tomas Percy's spanische stadien. Ein Beitrag zum Bild Spaniens in England in der zweiten Häfte des 18 Jahrhunderts (Bonn, 1957). Va obtenir la càtedra a Berlín després d'una estada de tres anys a Colòmbia amb el treball Studien zum spanischen Romancero in Kolumbien in seiner schriftlichen und mündlichen Überlieferung von der Zeit der Eroberung bis zur Gegenwart [Estudis del romancer espanyol a Colòmbia, edició i transmissió oral des del temps de la conquista fins a l'actualitat], Heidelberg: Carl Winter Universitätsverlag, 1969; Bogotà, 1977. Després va investigar a Mèxic. Va exercir a la Universitat Lliure de Berlín de consellera acadèmica des del 1964 fins al 1971, i des d'aquell any fins al 1985 va treballar de professora de Filologia Hispànica.

## Publicacions
- Adivinanzas de tradición oral en Nariño (Colombia). Bogotà: Instituto Caro y Cuervo, 1961.
- Adivinanzas de tradicion oral en Antioquia (Colombia). Bogotaà: Instituto Caro y Cuervo, 1963.
- Algunas oraciones y ceremonias relacionadas con el cultivo del maíz en México. Berlín: Ibero-Amerikanisches Institut Preussischer Kulturbesitz, 1973.
- Adivinanzas españolas de la tradición popular actual de México, principalmente de las regiones de Puebla-Tlaxcala. Spanische Rätsel aus der heutigen Volkstradition Mexikos, hauptsächlich aus den Gebieten von Puebla-Tlaxcala, Wiesbaden: Franz Steiner Verlag, 1979.
- Enigmas y adivinanzas sobre el libro, la pluma y otros utensilios para escribir: estudio sobre su origen, sus metáforas, su estructura, Bogotà: Instituto Caro y Cuervo, 1979.
- César Vallejo. Actas del coloquio internacional. (Juntament amb Alejandro Losada i Klaus Zimmermann) Universitat Lliure de Berlín, 7-9 juny 1979, Berlín, West: Maz Niemeyer Verlag Tübingen, 1981.
- Nachlass: [Materialien zur Volkspoesie Kolumbiens und Mexikos und zu anderen Themen] [0] Inventar zum Nachlass Gisela Beutler. (conjuntament amb Ineke Phaf-Rheinberger i Günter Vollmer) Berlín: Ibero-Amerikanisches Institut, 1988.
- “Sieh den Fluss der Sterne strömen.” Hispanoamerikanische Lyrik der Gegenwart. Interpretationen, Darmstadt: Wissenschaftliche Buchgesellschaft, 1990.
- “Vanguardismo y antipoesía en Nicanor Parra: algunas consideraciones”, Europäische Avantgarde im lateinamerikanischen Kontext: Akten des internationalen Berliner Kolloquiums, Vervuert Verlagsgesellschaft, 1989, 1991, pàgs. 321-336.
- “El ‘Romance de Ximénez de Quesada’ ¿primer poema colombiano?” Thesaurus: butlletí de l'Instituto Caro y Cuervo, tom 48, núm. 2, Bogotà, 1993 (Muestra antológica 1945-1985), tom II, pàgs. 526-610.
- “José Lezama Lima: ‘Danza de la jerigonza’ (1949): algunas consideraciones sobre un texto hermético”, Actas del XII Congreso de la Asociación Internacional de Hispanistas 21-26 de agosto de 1995, Birmingham, vol. 6, 1998 (Estudios Hispanoamericanos I, coord. per Trevor J. Dadson), pàgs. 87-98.

### Estudis sobre Moros i Cristians
- “La conversión de San Pablo: Thema eines ‘baile Moros y Cristianos' in Guatemala”, en Iberoamérica. Homenaje a Gustav Siebenman (Latinoamerika Studiem, 13, I, Univ. Erlangen-Nuremberg), Múnic, 1983, pàgs. 49-76.
- “Floripes, la princesa pagana, en los bailes de ‘Moros y Cristianos' de México. Algunas observaciones sobre las fuentes literarias”, en Erwin Walter Palm zum 70. Geburstag. Jahrbuch für Geschichte von Staat, Wirtschaft und Gesellschaft Lateinamerikas, 20, 1983, pàgs. 257-298.
- La historia de Fernando y Alamar. Contribución al estudio de las danzas de Moros y Cristianos en Puebla (México), Stuttgart: Franz Steiner Verlag, 1984.
- “Algunas observaciones sobre los textos de Moros y Cristianos en México y Centroamérica”, en Actas del VIII Congreso de la Asociación Internacional de Hispanistas, 22-27 agosto 1983, coord. per A. David Kossoff, Ruth H. Kossoff, Geoffrey Ribbans i José Amor Vázquez, vol. 1, 1986, pàgs. 221-233